# 3283 Skorina
3283 Skorina (1979 QA10) là một tiểu hành tinh vành đai chính được phát hiện ngày 27 tháng 8 năm 1979 bởi N. Chernykh ở Nauchnyj.